# اشلی شیلدز
اشلی شیلدز (انگلیسی: Ashley Shields؛ زادهٔ ۱۵ ژوئن ۱۹۸۵) بازیکن بسکتبال اهل ایالات متحده آمریکا است.